# Петренко, Иван Прокофьевич
Ива́н Проко́фьевич Петре́нко (22 июля 1924, Циглеровка, Полтавская губерния — 25 августа 1967, Каменоломни, Ростовская область) — командир огневого взвода 659-го артиллерийского полка 221-й стрелковой дивизии 39-й армии 3-го Белорусского фронта, лейтенант, Герой Советского Союза.

## Биография

Могила Петренко на Северном кладбище Ростова-на-Дону

Родился 22 июля 1924 года в семье крестьянина. Украинец. Окончил 7 классов.
В Красной Армии с 1942 года. На фронтах Великой Отечественной войны с 1942 года. В 1943 году окончил ускоренный курс Тбилисского артиллерийского училища.
Лейтенант Петренко отличился 19 февраля 1945 года в боях за город Кёнигсберг, сорвав атаку вражеской пехоты. Когда противник перешёл в контратаку при массированной поддержке артиллерии и пяти танков, потеснив правый фланг нашей пехоты, лейтенант Петренко выдвинул орудия на прямую наводку и в упор расстреливал наступающую пехоту противника. Когда вражеская пехота приблизилась на расстояние 30 метров от батареи, И. П. Петренко поднял личный состав батареи в атаку, в результате которой было уничтожено более 80 и взято в плен 5 солдат противника. Через три часа противник возобновил наступление. Лейтенант Петренко вновь поднял личный состав в контратаку, первым бросился в рукопашную схватку с врагом. В этой схватке с превосходящими силами противника было уничтожено до 80 гитлеровцев, из которых 26 убил лично И. П. Петренко. У одного из убитых вражеских офицеров были обнаружены важные документы и карта с нанесённой обстановкой. Документы и карта помогли нашему командованию разгадать планы врага и обеспечили успех операции.
Указом Президиума Верховного Совета СССР от 29 июня 1945 года за проявленное высокое мужество, стойкость и героизм лейтенанту Петренко Ивану Прокофьевичу присвоено звание Героя Советского Союза с вручением ордена Ленина и медали «Золотая Звезда».
После войны продолжал службу в армии. С 1955 года капитан Петренко — в запасе. Работал в Октябрьском исполкоме Ростовской области. Умер 25 августа 1967 года.

## Награды
- Медаль «Золотая Звезда» № 8948 Героя Советского Союза (29.06.1945);
- орден Ленина (29.06.1945);
- орден Красной Звезды (26.05.1944)
- медали, в том числе:
  - «За боевые заслуги» (20.04.1953)[2];
  - «За оборону Кавказа»;
  - «За победу над Германией в Великой Отечественной войне 1941—1945 гг.»;
  - «За победу над Японией»;
  - «За взятие Кёнигсберга»

## Память
- Именем И. П. Петренко названа улица в Ростове-на-Дону. На доме № 2 по этой улице в честь Героя установлена мемориальная доска[3].